# Soddo
Soddo (auch Sodo oder Soddu und Wolaita Sodo; amharisch ሶዶ Sodo) ist eine Stadt und Woreda im Süden Äthiopiens in der Woylaytta-Zone in der ehemaligen Region der südlichen Nationen, Nationalitäten und Völker von Äthiopien. Seit 2023 ist die Stadt die Hauptstadt der neu geschaffenen Region Südäthiopien.
Die Stadt ist im Jahr 2016 mit ca. 153.322 Einwohnern (die 14 Sprachen sprechen) eine der größeren in Äthiopien und nach Awassa die zweitgrößte in der Region der südlichen Nationen, Nationalitäten und Völker. Die Stadt ist Sitz des römisch-katholischen Apostolischen Vikariats Soddo. Eine Universität hat ihren Sitz in Soddo.
Die Stadt liegt auf einer Höhe von 1600 m über dem Meeresspiegel nahe dem Ostrand des Hochlandes von Abessinien. Die Temperaturen ändern sich aufgrund der Lage in den Tropen nur wenig über das Jahr und liegen um 14 °C.
Soddo besitzt einen kleinen Flughafen. Die Stadt ist gut an das äthiopische Fernstraßennetz angeschlossen und liegt an dem in Äthiopien fertig ausgebauten Trans-Africa-Highway Kairo-Kapstadt Die nächsten großen Städte sind jeweils ca. 120 km entfernt Awassa im Osten und Hosaena im Norden.